# アストゥリアス・レオン語
アストゥリアス・レオン語（アストゥリアス・レオンご）は、ロマンス語のイタロ・西ロマンス語西ロマンス語イベロ・ロマンス語に属する言語である。イベリア半島北西部に分布していて、スペイン、ポルトガルに話者が存在する。アストゥリアス語、レオン語、ミランダ語、エストレマドゥーラ語、カンタブリア語が含まれる。

アストゥリアス・レオン語の分布